# Оладько Ганна Савівна
Ганна Савівна Оладько (1902, село Верлок, тепер Радомишльського району Житомирської області — ?, Радомишльського району Житомирської області) — українська радянська діячка, ланкова колгоспу «Заповіт Ілліча» Радомишльського району Житомирської області. Депутат Верховної Ради СРСР 5—6-го скликань.

## Біографія
Народилася в бідній селянській родині. Освіта початкова.
З 1924 року працювала в колгоспі.
З 1950 року — ланкова колгоспу «Заповіт Ілліча» села Леніне (Ставки) Радомишльського району Житомирської області.
Член КПРС з 1959 року.
Потім — на пенсії в Радомишльському районі Житомирської області.

## Нагороди
- орден Леніна (26.02.1958)
- ордени
- медалі
- Почесна грамота Президії Верховної Ради Української РСР (1961)